# Рокишкіс
Рокишкіс (лит. Rokiškis) — місто на північному сході Литви, адміністративний центр Рокишкіського району в Паневежиському повіті.

## Етимологія

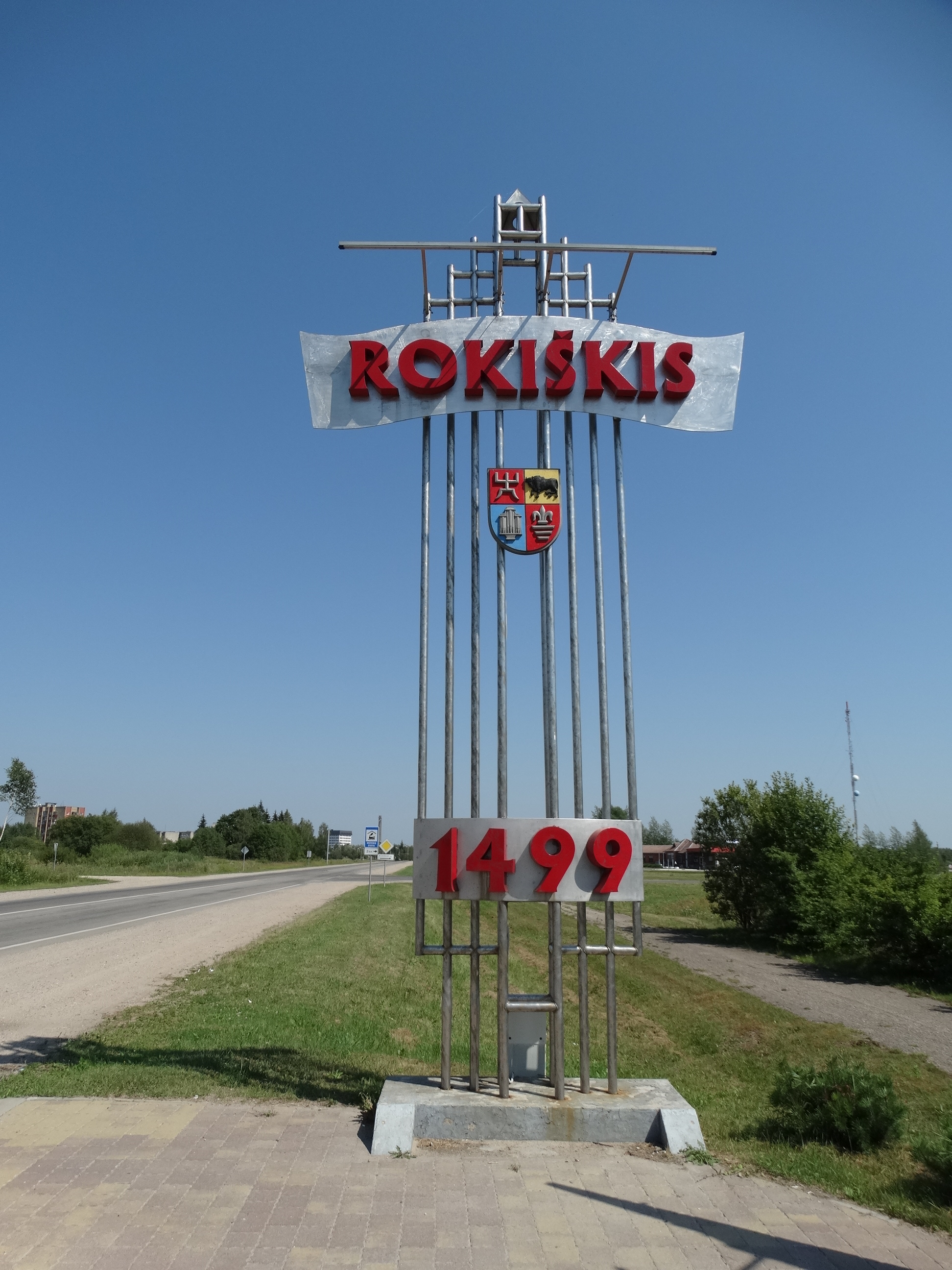
Межовий знак з датою

Назва міста — персональний топонім, що походить від особистого імені «Рокас» із додаванням суфікса «-іскіс».

## Історія

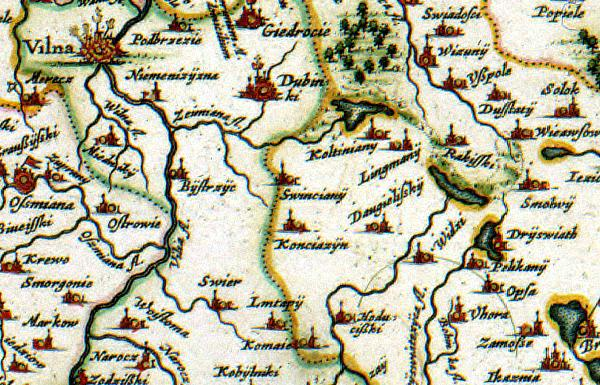
Паберже, зображений у 17 столітті на карті «Magni Ducatus Lithuaniae, et Regionum Adiacentium exacta Descriptio». Вид-во М.К.Радзивіла, 1613 р. (Фрагмент)

Місто є частиною території, населеної плем'ям селонів. Вперше місто згадується 21 вересня 1499 р. у привілеї князя Олександра на вирубку лісу, коли тут стояв Рокишкіський маєток (хоча є думки, що Рокишкіс існував вже у XIII ст.). Напис визначає ліси Рокишкіса та Пьєньоніс. У 1500 згадується Рокишкіський костел і парафія. У 1516 згадується місто. У 1523 Рокишкісі оселилися князі Крошинські, які правили містом 200 років. Згодом маєток Рокишкіс став власністю графів Тізенгаузенів, які побудували туи садибний ансамбль Рокишкіс, неоготичну архітектурну пам'ятку, що збереглася донині - церква апостола євангеліста Матвія.
1810 Рокишкіс згадується як центр повіту, який володів такими дворами та фільварками: 
- Aknysta (Окніста)
- Aukštadvaris (Високий двір)
- Veduviškis (Ведерувщина)
- Lukštai (Lukszty)
- Ignotiškis (Ігналін)
- Uljanava (Юліанов)
- Рокишкіс (Rakiszki)
- Skemai (Skiemiany)
- Sėlynė(Litwiniszki)
- Rokiškėlės (Ракішечки)
- Skrebiškės (Скробішки)
- Dagiliai (Догіле)
- Kamajai (Comaje)

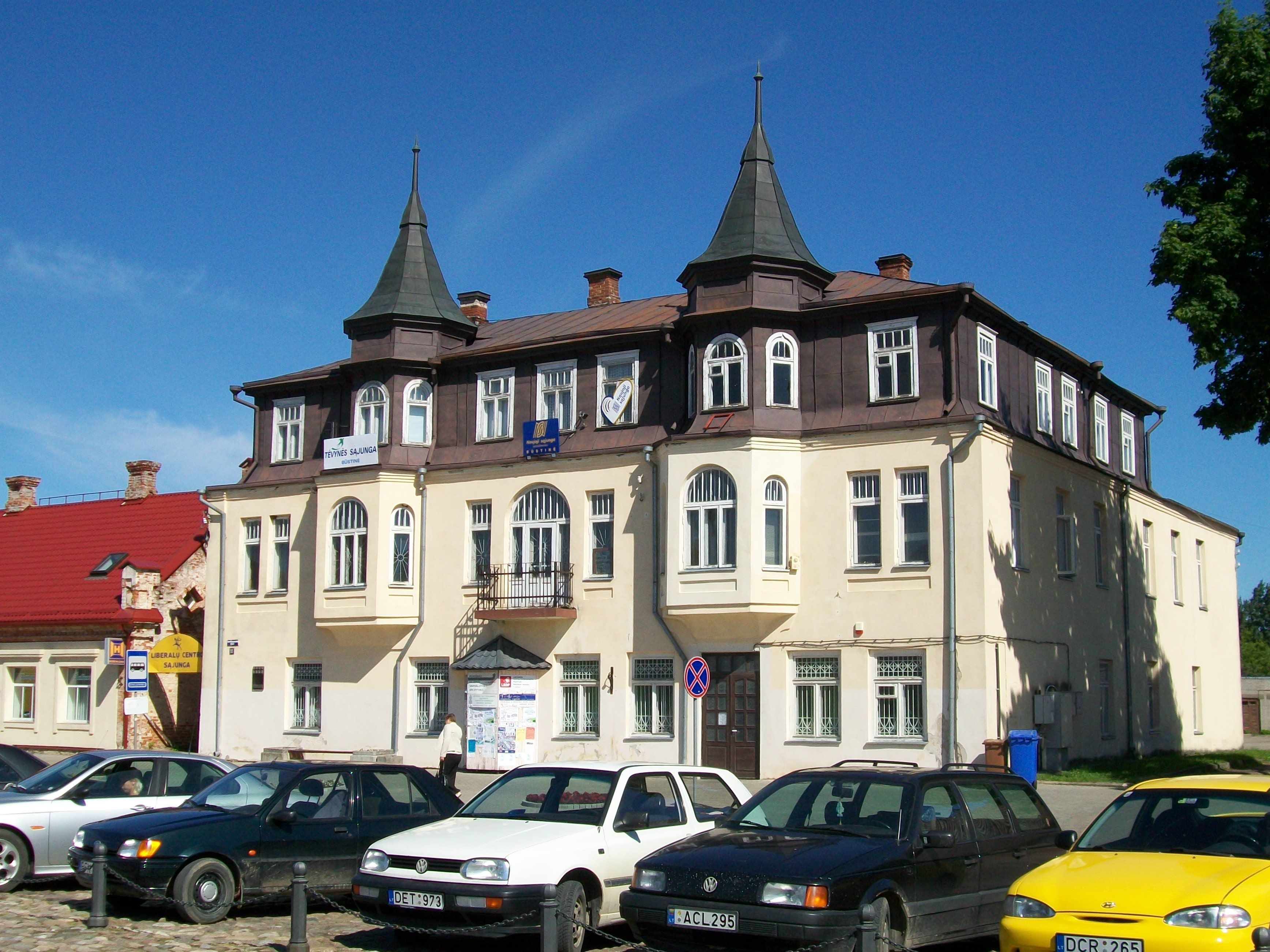
Будівля центральної площі

Вкінці 18 століття з ініціативи Тізенгаузенів в Рокишкісі були побудовані торговий дім (торговельна палата), готель, пивоварня, цегельний завод, млин, лікарня, школа. Після перенесення маєтка Рокишкіс від ринкової площі міський пейзаж змінився. Центральна площа з трикутника перетворилася на прямокутник і з’єднала садибу на сході з Рокишкіським костелом на заході. В середині 19 століття маєтком Тізенгаузенів заволоділи Пшездзецькі. У 1915 році велика родинна колекція та архів були евакуйовані родиною власників до Києва, де частина колекції була втрачена. Місто почало рости швидше в 1873, коли через нього проклали залізницю
Рокишкіс вважається містом з 18 століття (в інших джерелах — з 1920 або 1924). У 1883 була відкрита музично-співоча школа, яка згодом стала дитячою музичною школою (тут навчалися Юозас Таллат-Келпша, Юозас Груодіс, Мікас Петраускас).
3 серпня 1946 Рокишкіс став містом при повіті. За совєцьких часів тут працювали комбікормовий завод, завод сільськогосподарських машин виробничого об’єднання «Неріс», завод дослідних харчових продуктів, сирзавод, комбінат зернопродуктів. Діяли народний театр і культшкола. З 1961 до 1985 працював Аеропорт Рокишкіс, обслуговуючи літаки типу Ан-2, які регулярно літали за маршрутом Рокишкіс-Вільнюс.
У 1993 підтверджено поточний герб Рокишкіса.

## Населення

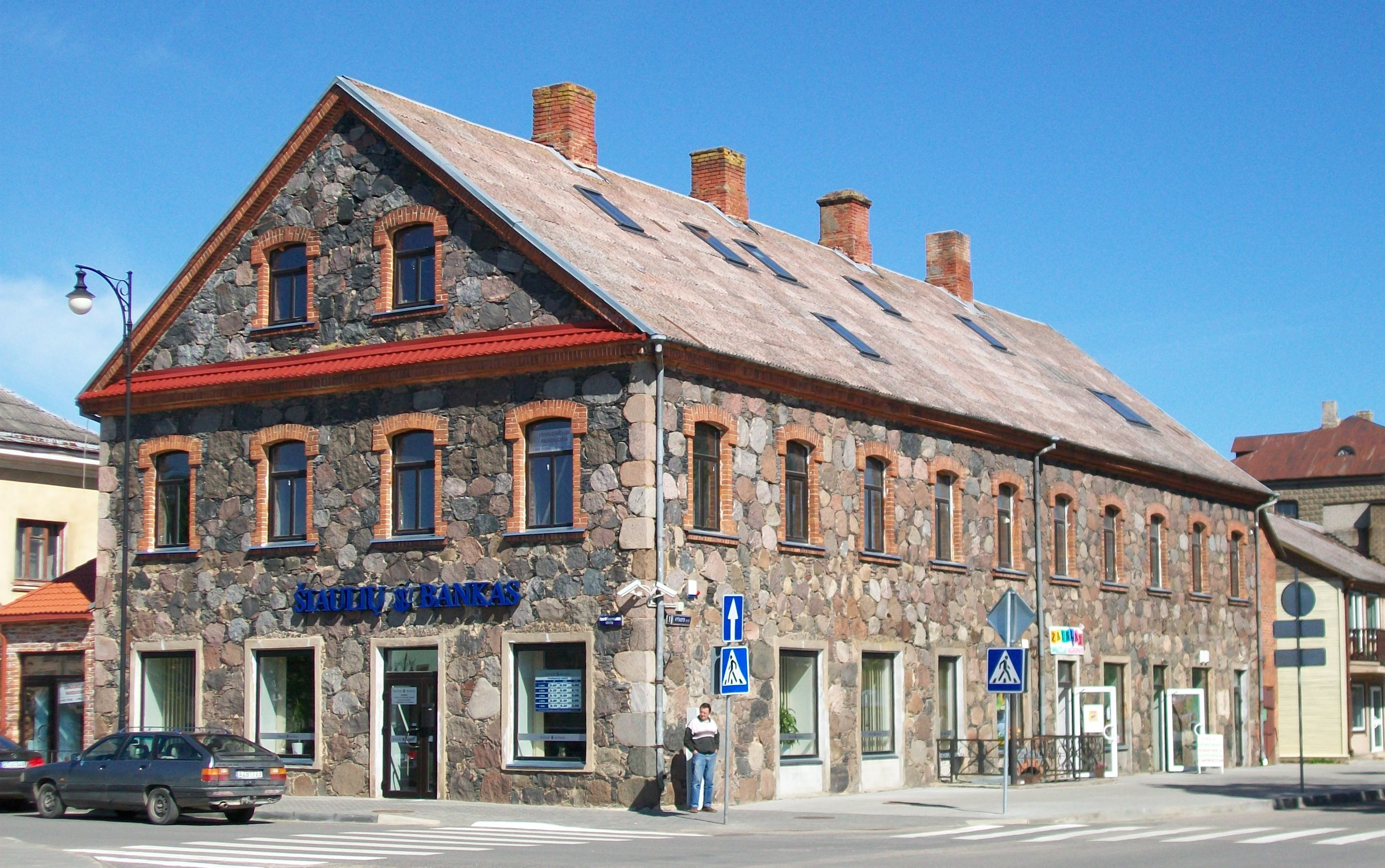
Будівля старого міста

| Динаміка населення з 1823 по 2021                                                       |        |          |          |          |          |        |          |
| 1823                                                                                    | 1868   | 1897пер. | 1899     | 1923пер. | 1931     | 1939   | 1959пер. |
| 200                                                                                     | 529    | 2700     | 3000     | 4325     | 4630     | 5480   | 5500     |
| 1970пер.                                                                                | 1976   | 1979пер. | 1989пер. | 2001пер. | 2011пер. | 2017   | 2021     |
| 9153                                                                                    | 11 800 | 13 192   | 17 826   | 16 746   | 14 351   | 12 738 | 11 770   |
| - * за роком видання енциклопедії. Рік, за який подано дані в енциклопедії, не вказано. |        |          |          |          |          |        |          |
| Гістограма динаміки населення                                                           |        |          |          |          |          |        |          |

### Національний склад
| У 2011 тут проживала 14 351 особа: - Литовці – 92,08% (13214); - Росіяни - 6,28% (901); - поляки - 0,39% (56); - білоруси - 0,26% (37); - Українці - 0,24% (35); - Інші - 0,75% (108). | У 2001 тут проживало 16 746 осіб: - Литовці – 91,32% (15293); - Росіяни - 7,12% (1193); - Польща - 0,38% (64); - Українці - 0,32% (53); - білоруси - 0,23% (39); - Інші - 0,62% (104). | У 1923 тут проживало 4325 осіб: - Литовці – 48,88% (2114); - Євреї - 46,54% (2013); - поляки - 1,9% (82); - Росіяни - 1,6% (69); - білоруси - 0,25% (11); - Інші - 0,83% (36). |

## Відомі уродженці
- Бронюс Бружас (* 1941) — литовський художник вітражист
- Вайва Майнеліте (*1948) — радянська та литовська акторка
- Йоланта Вілютіте (* 1969) — литовська баскетболістка.
- Антоній Урбс (1879–1965), діяч Латвійської Католицької Церкви, єпископ.
- Станіслав Плавський (1883–1950), політик, громадський діяч.
- Станісловас Вершеліс (1894–1938) полковник, розстріляний у роки сталінізму.
- Яковас Смушкявічюс (1902–1941), льотчик, актор.
- Моніка Міронайте (1913–2000), актриса театру і кіно.
- Константінс Пуоденас (1923–2009), економіст, носій есперанто.
- Ірена Ясюнайте (1925–2021), співачка (мецо-сопрано), оперна примадонна.
- Йонас Моцкус (1931–2021), математик.
- Альгірдас Бразаускас (1932–2010), президент Литви.
- Eugenijus Kazimieras Jovaiša (нар. 1940), художник, шкіряник.
- Броніус Бружас (нар. 1941), живописець, вітражист.
- Владисловас Янюнас (1941–2020), педагог, спортивний коментатор.
- Антанас Трампа (нар. 1942), бізнесмен, промисловець.
- Вайва Майнеліте (нар. 1948), литовська актриса театру і кіно.
- Loreta Graužinienė (нар. 1963), політик.
- Дайва Йодейкайте (нар. 1966), баскетболістка.
- Дангуте Мікутене (нар. 1966), політик.
- Ramūnas Rudokas (нар. 1968), литовський актор, ведучий заходів.
- Йоланта Вілютіте (нар. 1969), баскетболістка.
- Аушра Бімбайте (нар. 1982), баскетболістка.
- Райвидас Станис (нар. 1987), легкоатлет.
- Лівета Ясюнайте (нар. 1994), метальниця списа, чемпіонка Литви.

## Зовнішні зв'язки
Рокишкіс має місто-побратим:
- Паб'яніце, Польща

## Галерея

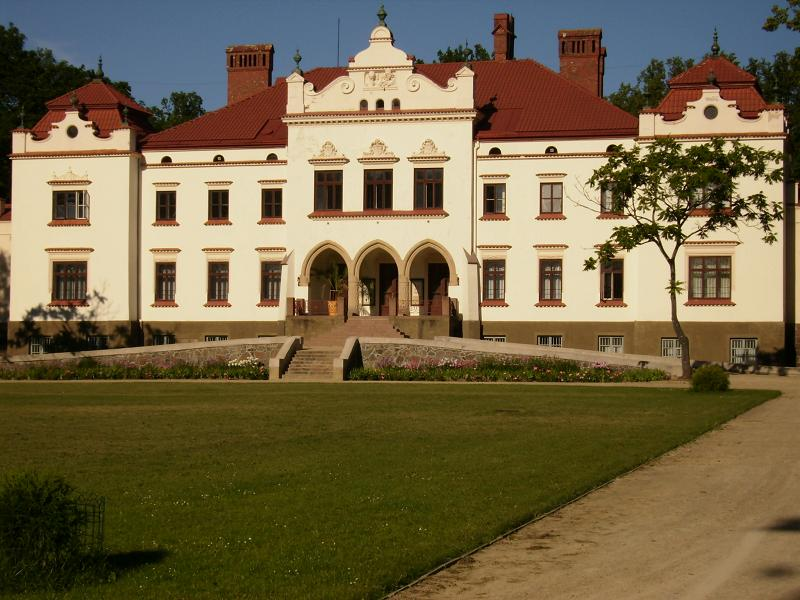
Палац
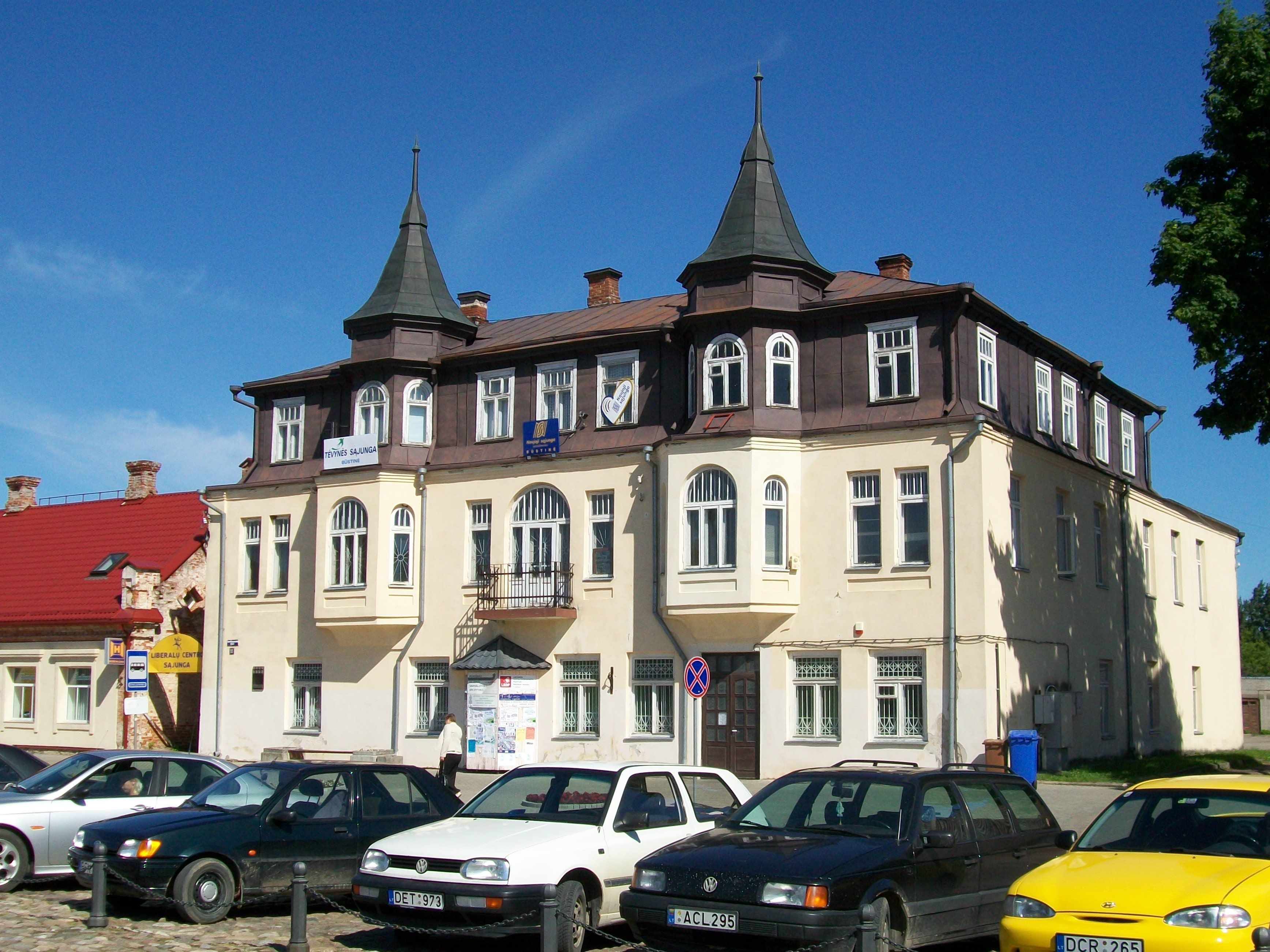
Будинок з вежами
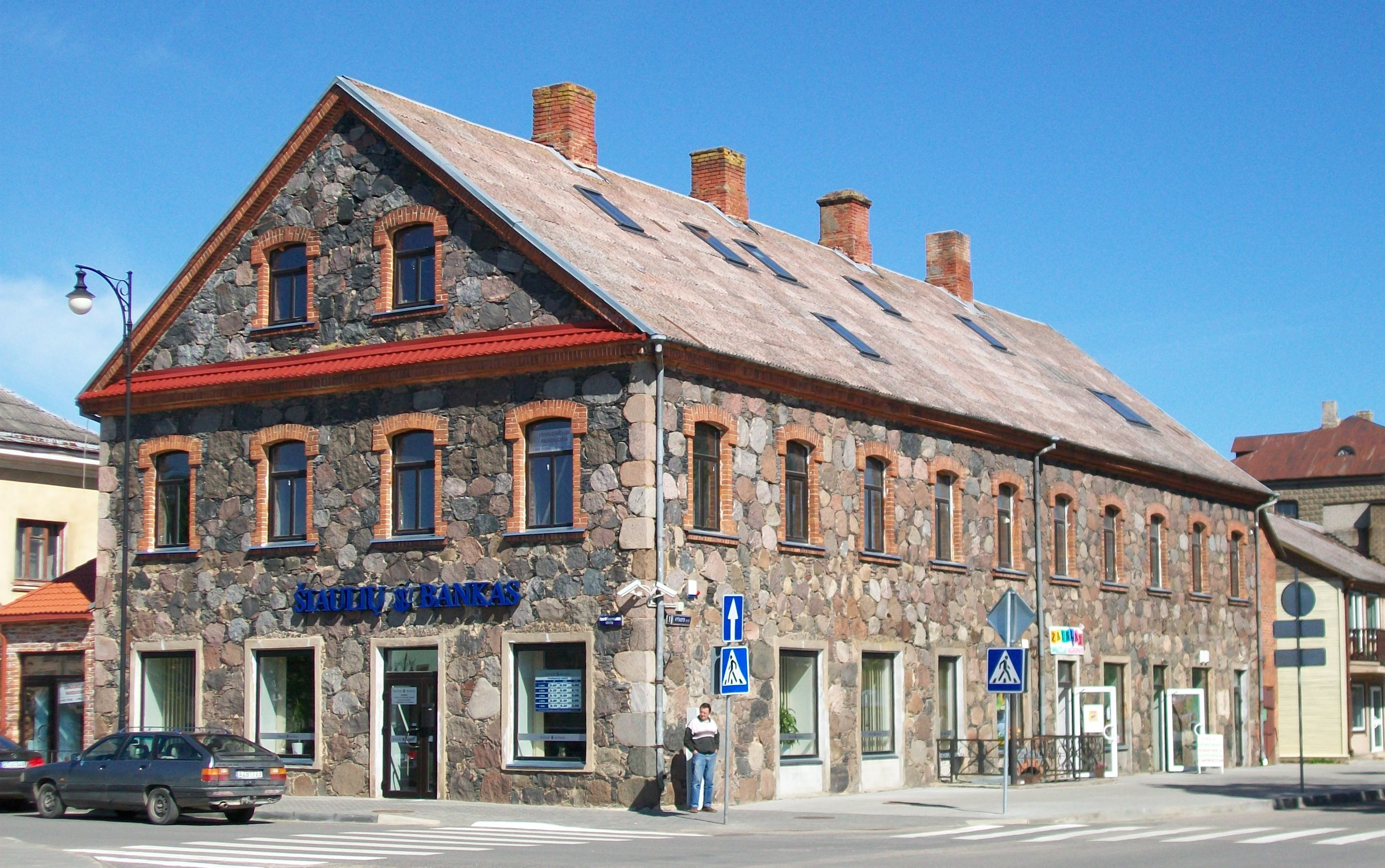
Старий будинок
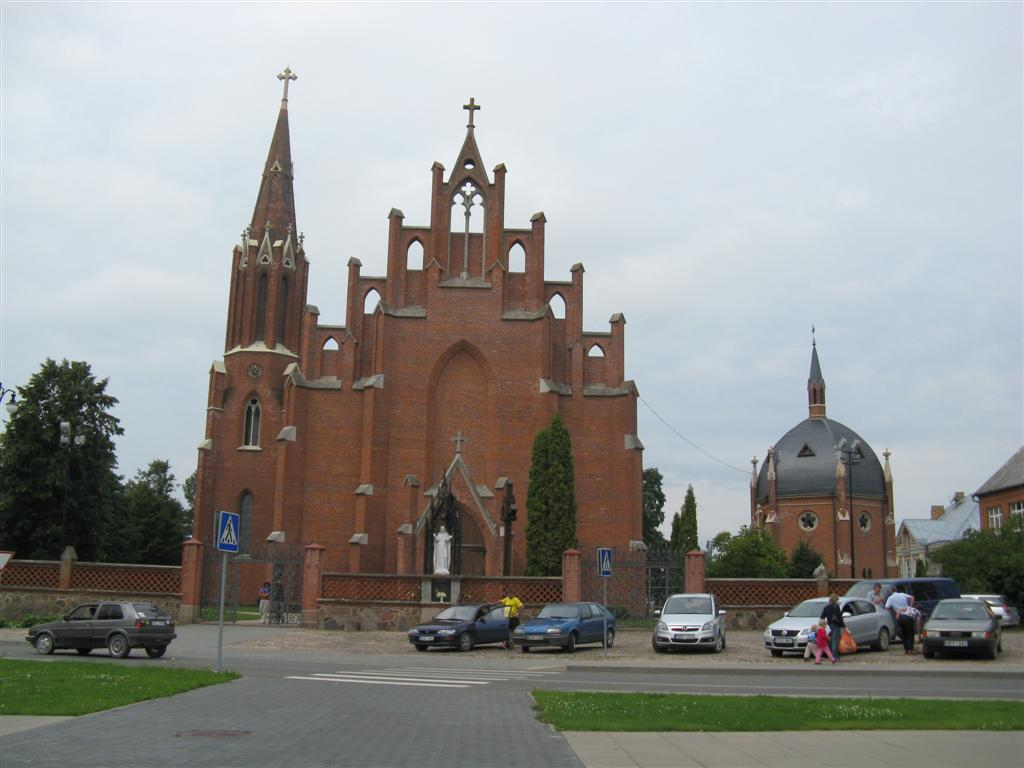
Церква
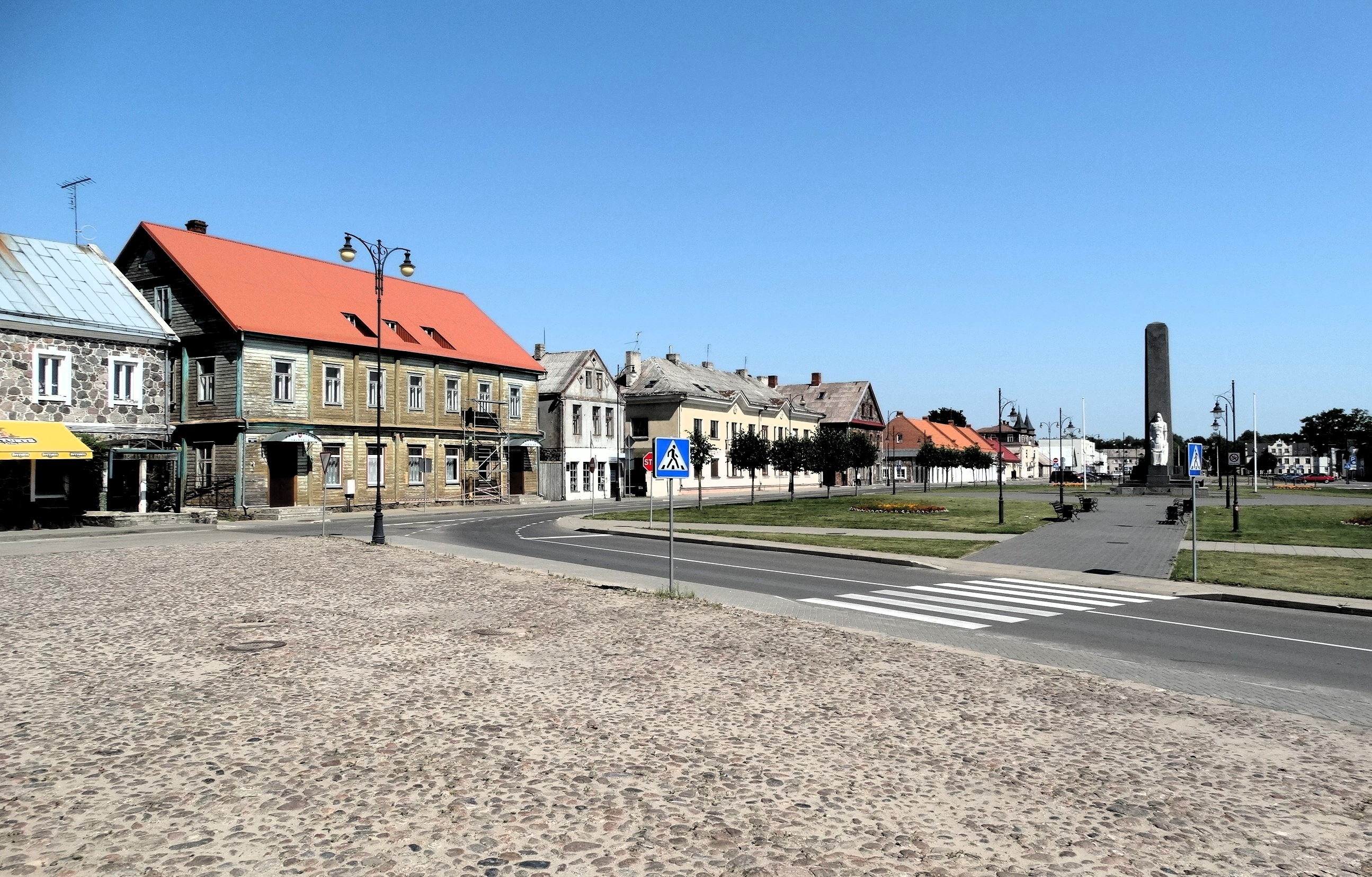
Майдан Незалежності
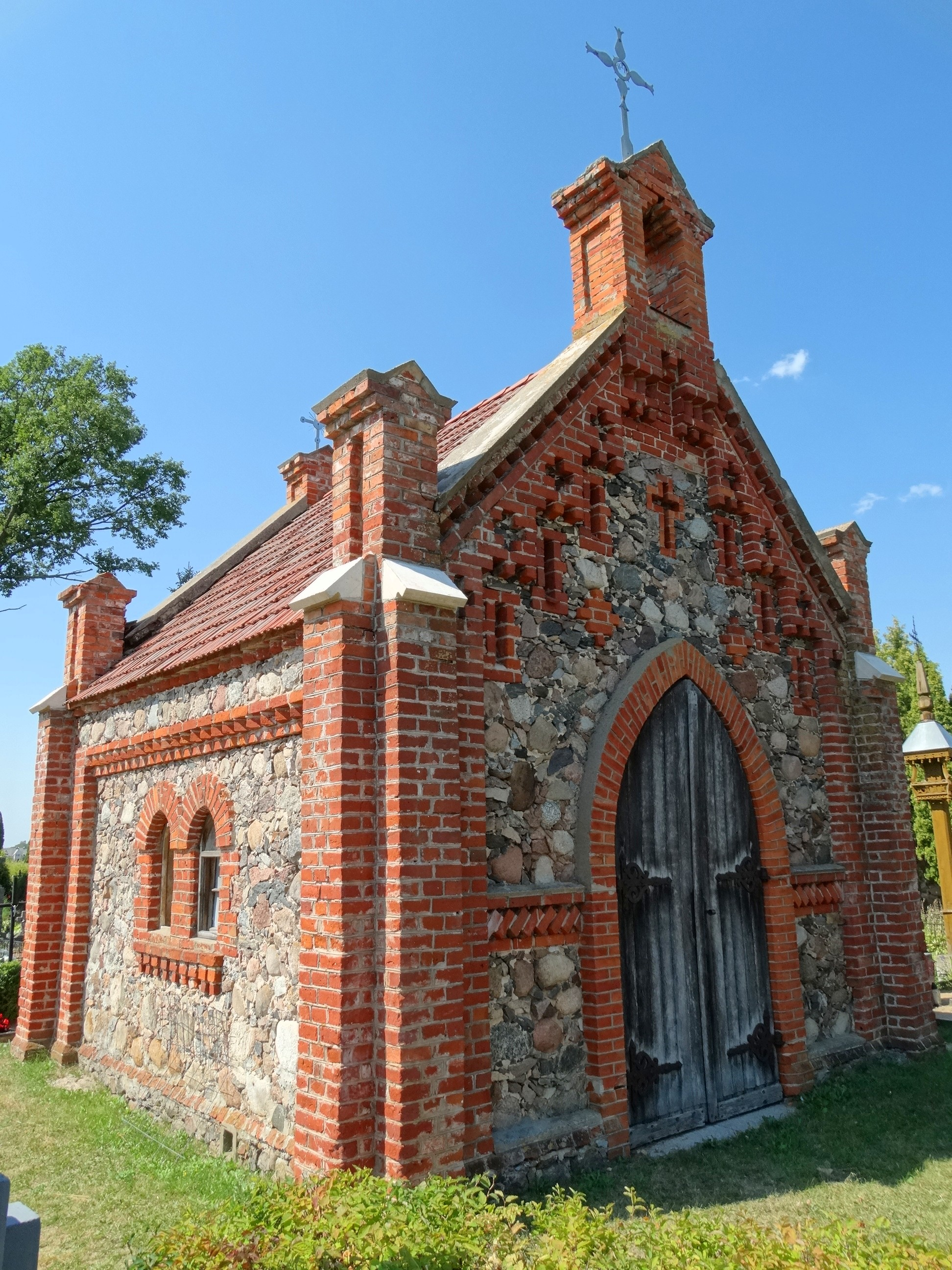
Цвинтарна каплиця
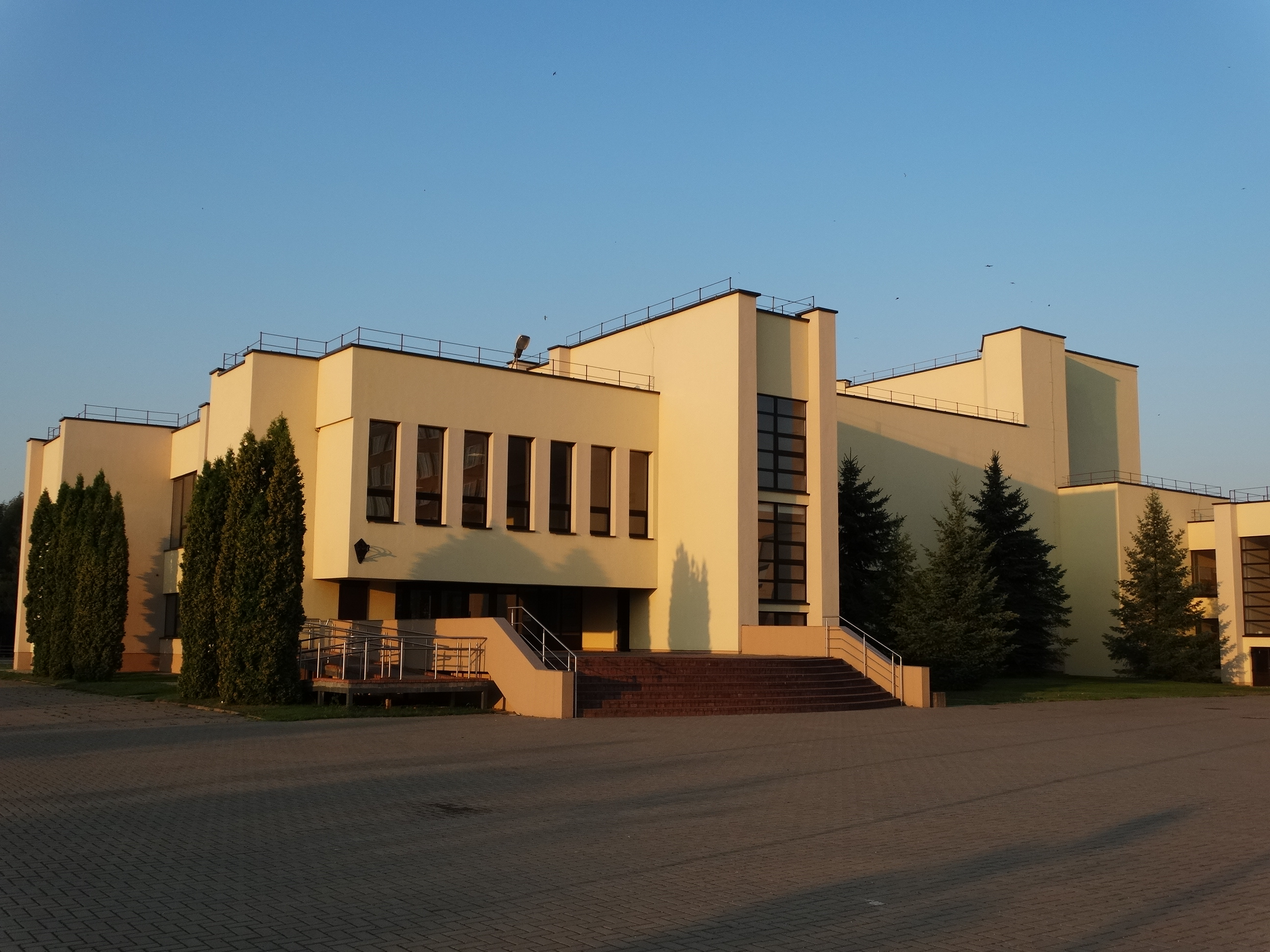
Культурний центр
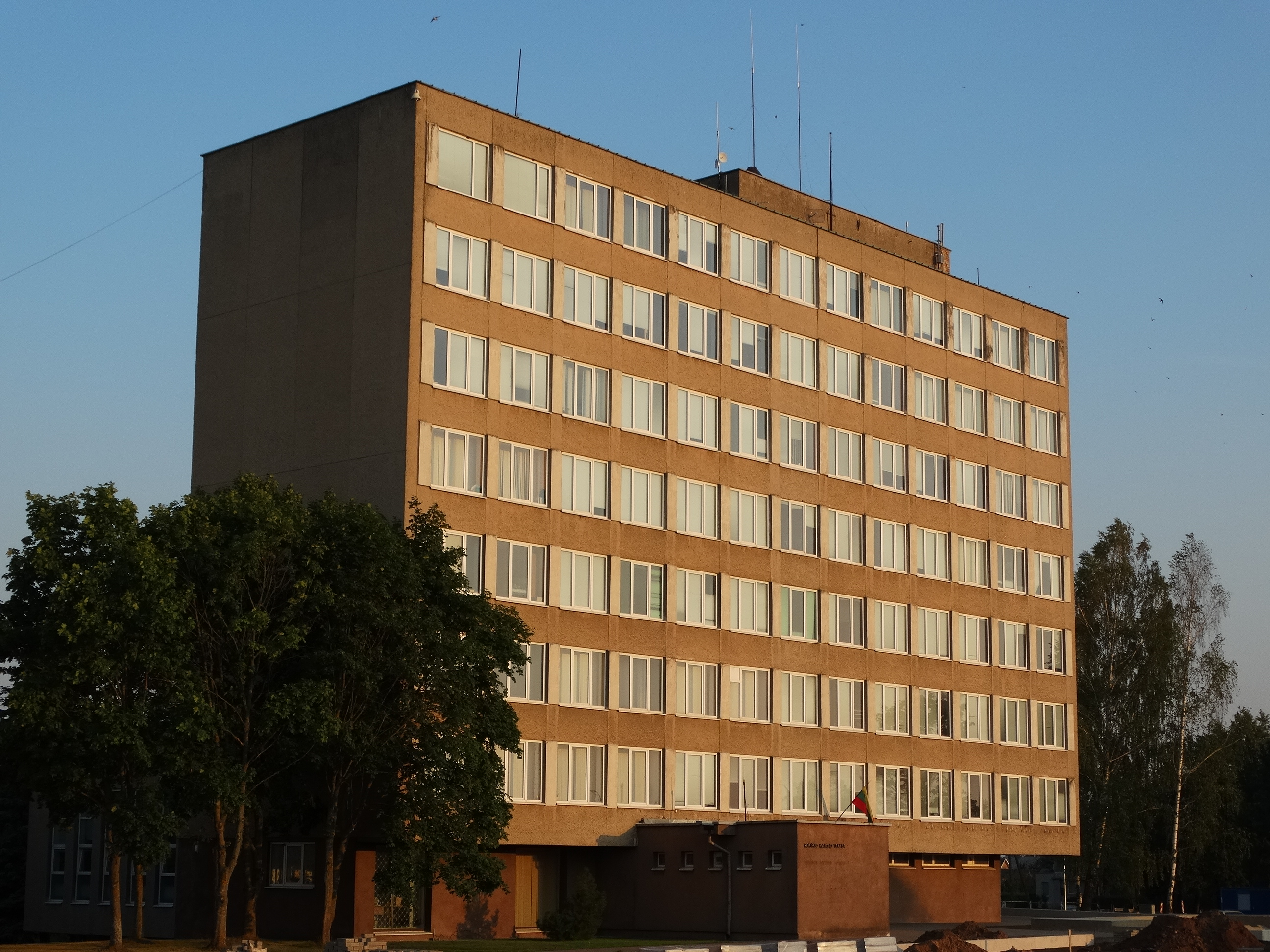
Муніципалітет
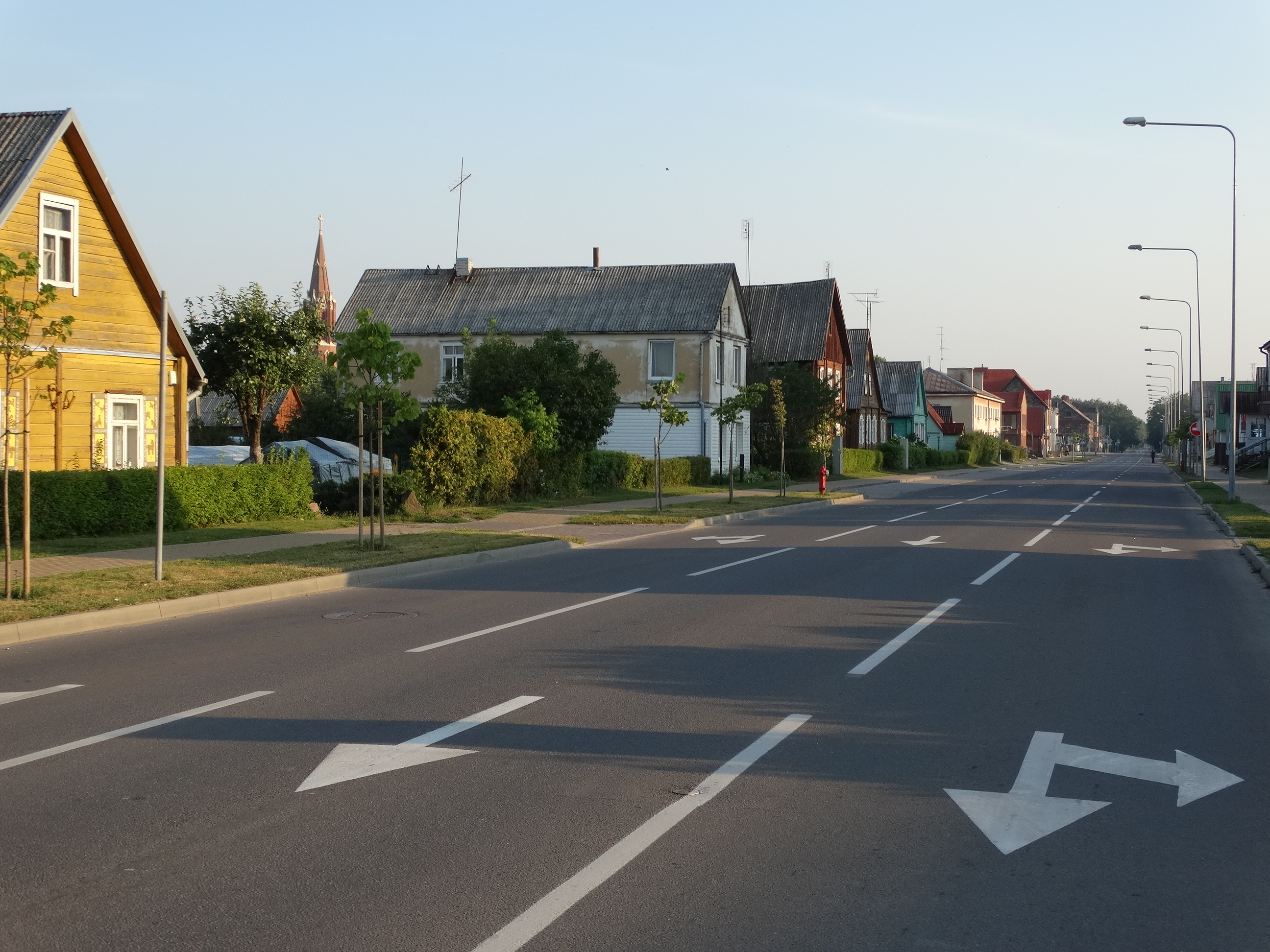
вулиця Республіканська
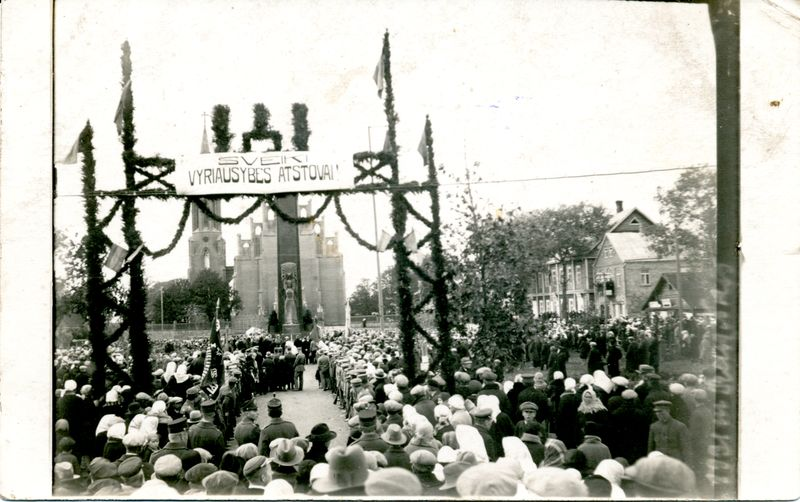
Церемонія відкриття монумента Незалежності в 1931 р.